# Mursa dinawa
Mursa dinawa là một loài bướm đêm trong họ Noctuidae.